# باتيرنا ديل رايو
بلدية باتيرنا ديل رايو (بالإسبانية: Paterna del Río)‏, هي بلدية تقع في مقاطعة المرية. جنوب شرق إسبانيا. يبلغ عدد سكانها 396 نسمة.

## وصلات خارجية
- (بالإسبانية)